# Partido Conservador Alemán
El Partido Conservador Alemán (en alemán: Deutschkonservative Partei, DKP) fue un partido político de ideología conservadora que existió en el Imperio Alemán entre 1876 y 1918.

## Ideología

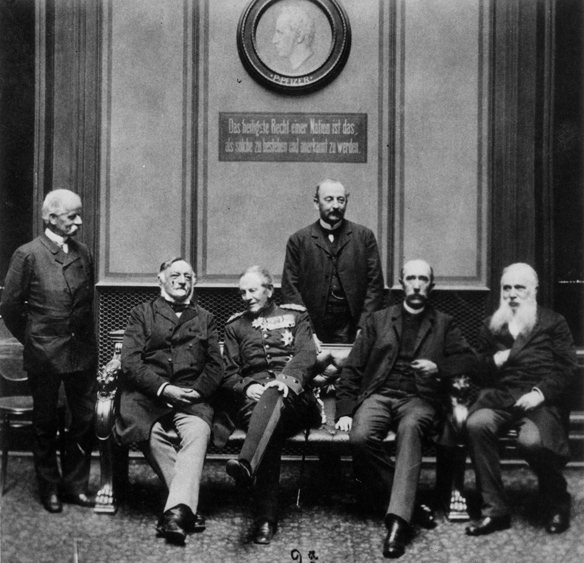
Miembros del grupo parlamentario del DKP en el Reichstag (1889). El tercero de la izquierda es Helmuth von Moltke.Rudolph Wichmann, Otto von Seydewitz, Helmuth von Moltke, Konrad von Kleist-Schmenzin, Otto von Helldorff-Bedra, Karl Gustav Ackermann

En general se considera que representaba los intereses de la nobleza alemana. El partido se mostró escéptico con la Unificación alemana, en contraste con el Freikonservative Partei, un partido conservador nacionalista dominado por magnates de los negocios que apoyan irrestrictamente las políticas del canciller Otto von Bismarck.
Las políticas de "viejos conservadores", como el mariscal de campo Helmuth von Moltke o Elard von Oldenburg-Januschau generalmente apoyaron a los poderes de la monarquía y se opusieron al liberalismo económico y a la democratización, así como a la introducción de la reforma electoral en Prusia, o a un verdadero gobierno parlamentario en Alemania. Debido al sufragio universal, en el nivel federal, el DKP tuvo que enfrentar una importancia notablemente disminuida: En las elecciones parlamentarias de 1878 ganó el 13,0% de los votos emitidos y entró en el Reichstag con 59 diputados. Después, el partido forjó una alianza electoral con el Partido Social Cristiano liderado por Adolf Stoecker, en una época donde se acercó al antisemitismo. El programa del partido en 1892 denunció una "influencia judía desmoralizadora"; Sin embargo, cuando esta actitud no logró detener la caída del partido en las urnas, se desenfatizó este elemento. Stoecker finalmente revocó la alianza en 1896.
Aunque predominantemente protestante, el DKP se opuso al Kulturkampf, pero apoyó a Bismarck cuando durante la Gran Depresión, el canciller comenzó a implementar políticas proteccionistas mediante la restricción de las importaciones de cereales de Rusia y el Reino Unido. A raíz de esto, el DKP se opuso firmemente al "Nuevo Curso" de su sucesor Leo von Caprivi, y también retiró su confianza al canciller Bernhard von Bülow, cuando este trató de implementar una reforma a los impuestos y, finalmente, tuvo que dimitir en 1909. El partido apoyó las políticas armamentísticas del emperador Guillermo II y la carrera armamentista de Alemania con el Reino Unido, pero en un principio mantuvo su distancia hacia el colonialismo y los activistas de la Alldeutscher Verband.
El partido fue disuelto tras la caída de la monarquía en noviembre de 1918 y la revolución alemana. La mayoría de sus seguidores se convirtieron en miembros del recién creado Partido Nacional del Pueblo Alemán. El partido no tuvo conexión directa con el Deutsche Rechtspartei fundado en 1946, que utilizó el nombre de Deutsche Konservative Partei (Partido Conservador Alemán) en sectores de Alemania Occidental.